# Eternidade do mundo
A eternidade do mundo é a questão de saber se o mundo teve um começo no tempo ou se existe desde a eternidade. Foi uma preocupação para os filósofos antigos, bem como para os teólogos e filósofos do século XIII, e também é de interesse para os filósofos e cientistas modernos. O problema tornou-se foco de disputa no século XIII, quando algumas das obras de Aristóteles, que acreditava na eternidade do mundo, foram redescobertas no Ocidente latino. Esta visão entrava em conflito com a visão da Igreja Católica de que o mundo teve um começo no tempo. A visão aristotélica foi proibida nas Condenações de 1210–1277.

## Aristóteles
O antigo filósofo grego Aristóteles argumentou que o mundo deve ter existido desde a eternidade em sua Física como segue. No Livro I, ele argumenta que tudo o que passa a existir o faz a partir de um substrato. Portanto, se a matéria subjacente do universo passasse a existir, ela passaria a existir a partir de um substrato. Mas a natureza da matéria é precisamente ser o substrato do qual surgem outras coisas. Consequentemente, a matéria subjacente do universo só poderia ter surgido a partir de uma matéria já existente, exatamente igual a ela; presumir que a matéria subjacente do universo passou a existir exigiria assumir que uma matéria subjacente já existia. Como esta suposição é autocontraditória, argumentou Aristóteles, a matéria deve ser eterna.
No Livro VIII, seu argumento a partir do movimento é que se um início absoluto de movimento fosse assumido, o objeto a sofrer o primeiro movimento deveria ou
(A) passaram a existir e começaram a se mover, ou
(B) existiram em um estado de repouso eterno antes de começarem a se mover.
A opção A é autocontraditória porque um objeto não pode se mover antes de passar a existir, e o ato de passar a existir é em si um “movimento”, de modo que o primeiro movimento requer um movimento antes dele, isto é, o ato de passar a existir. A opção B também é insatisfatória por duas razões.
- Primeiro, se o mundo começasse num estado de repouso, a existência desse estado de repouso teria sido em si movimento.
- Em segundo lugar, se o mundo mudasse de um estado de repouso para um estado de movimento, a causa dessa mudança para movimento teria sido ela mesma um movimento.

Ele conclui que o movimento é necessariamente eterno.
Aristóteles argumentou que um “vácuo” (isto é, um lugar onde não há matéria) é impossível. Objetos materiais só podem existir no lugar, ou seja, ocupar espaço. Se algo surgisse do nada, “o lugar a ser ocupado pelo que passa a existir teria sido anteriormente ocupado por um vácuo, visto que nenhum corpo existia”. Mas o vácuo é impossível e a matéria deve ser eterna.
O filósofo grego Critolau (c. 200-c. 118 a.C.)  de Fáselis defendeu a doutrina de Aristóteles da eternidade do mundo, e da raça humana em geral, contra os estóicos. Não há nenhuma mudança observada na ordem natural das coisas; a humanidade recria-se da mesma maneira de acordo com a capacidade dada pela Natureza, e os vários males de que é herdeira, embora fatais para os indivíduos, não servem para modificar o todo. Assim como é absurdo supor que os humanos são meramente nascidos na terra, também a possibilidade da sua destruição final é inconcebível. O mundo, como manifestação da ordem eterna, deve ser eterno.

## Os neoplatônicos
O filósofo neoplatonista Proclo (412 – 485 D.C.) apresentou em seu De Aeternitate Mundi (Sobre a Eternidade do Mundo) dezoito provas para a eternidade do mundo, apoiando-se na divindade de seu criador.
João Filopono em 529 escreveu sua crítica Contra Proclus Sobre a Eternidade do Mundo, na qual ele argumentou sistematicamente contra todas as proposições apresentadas para a eternidade do mundo. A batalha intelectual contra o eternalismo tornou-se uma das principais preocupações de Filopono e dominou várias de suas publicações (algumas agora perdidas) durante a década seguinte.
Filopono originou o argumento hoje conhecido como Travessia do Infinito. Se a existência de algo exige que algo exista antes dele, então a primeira coisa não pode vir a existir sem que a coisa anterior exista. Um número infinito não pode realmente existir, nem ser contado ou “percorrido”, ou aumentado. Algo não pode vir a existir se isso exigir um número infinito de outras coisas existentes antes dele. Portanto, o mundo não pode ser infinito.
O comentarista aristotélico Simplício da Cilícia e contemporâneo de Filopono argumentou contra a visão aristotélica. Simplício aderiu à doutrina aristotélica da eternidade do mundo e se opôs fortemente a Filopono, que afirmou o início do mundo através da criação divina.

### Argumentos de Filopono
Os argumentos de Filopono em favor do finitismo temporal eram diversos. Contra Aristóteles foi perdido e é conhecido principalmente pelas citações usadas por Simplício da Cilícia em seus comentários sobre a Física de Aristóteles e De Caelo. A refutação de Aristóteles por Filopono estendeu-se a seis livros, os cinco primeiros abordando De Caelo e o sexto abordando a Física, e a partir dos comentários sobre Filopono feitos por Simplício pode-se deduzir que foram bastante extensos.
Uma exposição completa dos vários argumentos de Filopono, conforme relatado por Simplício, pode ser encontrada em Sorabji. Um desses argumentos baseava-se no teorema do próprio Aristóteles de que não havia múltiplos infinitos, e dizia o seguinte: Se o tempo fosse infinito, então, como o universo continuou a existir por mais uma hora, a infinidade de sua idade desde a criação no final daquela hora deve ser uma hora maior que o infinito de sua idade desde a criação no início daquela hora. Mas como Aristóteles sustenta que tais tratamentos do infinito são impossíveis e ridículos, o mundo não pode ter existido por um tempo infinito.
As obras de Filopono foram adotadas por muitos; seu primeiro argumento contra um passado infinito é o "argumento da impossibilidade da existência de um infinito real", que afirma: 
"Um infinito real não pode existir."
"Uma regressão temporal infinita de eventos é um infinito real."
"Assim, uma regressão temporal infinita de eventos não pode existir."
Este argumento define evento como incrementos iguais de tempo. Filopono argumenta que a segunda premissa não é controversa, uma vez que o número de eventos anteriores a hoje seria um infinito real sem começo se o universo fosse eterno. A primeira premissa é defendida por uma reductio ad absurdum onde Filopono mostra que infinitos reais não podem existir no mundo real porque levariam a contradições, embora fosse um empreendimento matemático possível. Visto que um infinito real na realidade criaria contradições lógicas, ele não pode existir incluindo o conjunto infinito real de eventos passados. O segundo argumento, o "argumento da impossibilidade de completar um infinito real por adição sucessiva", afirma: 
"Um infinito real não pode ser completado por adições sucessivas."
"A série temporal de eventos passados foi completada por adições sucessivas."
"Assim, a série temporal de eventos passados não pode ser um infinito real."
A primeira afirmação afirma, corretamente, que um (número) finito não pode ser transformado em infinito pela adição finita de mais números finitos. O segundo contorna isso; a ideia análoga em matemática, de que a sequência (infinita) de inteiros negativos "..-3, -2, -1" pode ser estendida acrescentando zero, depois um e assim por diante; é perfeitamente válido.

## Período medieval
Avicena argumentou que antes de uma coisa vir à existência real, sua existência deve ter sido 'possível'. Se a sua existência fosse necessária, a coisa já teria existido, e se a sua existência fosse impossível, a coisa nunca existiria. A possibilidade da coisa deve, portanto, em certo sentido, ter existência própria. A possibilidade não pode existir em si mesma, mas deve residir dentro de um sujeito. Se uma matéria já existente deve preceder tudo o que passa a existir, é evidente que nada, incluindo a matéria, pode passar a existir ex nihilo, isto é, a partir do nada absoluto. Um início absoluto da existência da matéria é, portanto, impossível.
O comentarista aristotélico Averróis apoiou a visão de Aristóteles, particularmente em sua obra A Incoerência da Incoerência (Tahafut al-tahafut), na qual defendeu a filosofia aristotélica contra as afirmações de Algazali em A Incoerência dos Filósofos (Tahafut al-falasifa).
O contemporâneo Maimônides de Averróis desafiou a afirmação de Aristóteles de que "tudo o que existe vem de um substrato", com base no fato de que sua confiança na indução e na analogia é um meio fundamentalmente falho de explicar fenômenos não observados. De acordo com Maimônides, argumentar que “porque nunca observei algo vindo à existência sem vir de um substrato, isso não pode ocorrer” é equivalente a argumentar que “porque não posso observar empiricamente a eternidade, ela não existe”.
O próprio Maimônides sustentava que nem a criação nem o tempo infinito de Aristóteles eram prováveis, ou pelo menos que nenhuma prova estava disponível. (De acordo com os estudiosos de seu trabalho, ele não fez uma distinção formal entre a improbabilidade e a simples ausência de prova.) No entanto, alguns dos sucessores judeus de Maimônides, incluindo Gersónides e Crescas, inversamente, sustentaram que a questão era decidível, filosoficamente.
No Ocidente, os 'Averroístas latinos' eram um grupo de filósofos que escreveram em Paris em meados do século XIII, que incluía Siger de Brabante, Boécio da Dácia. Eles apoiaram a doutrina de Aristóteles sobre a eternidade do mundo contra teólogos conservadores como John Pecham e Boaventura. A posição conservadora é que se pode provar logicamente que o mundo começou no tempo, cuja exposição clássica é o argumento de Boaventura no segundo livro de seu comentário às Sentenças de Pedro Lombardo, onde ele repete o caso de Filopono contra a travessia do infinito.
Tomás de Aquino, como Maimônides, argumentou contra os teólogos conservadores e os averroístas, alegando que nem a eternidade nem a natureza finita do mundo poderiam ser provadas apenas por argumentos lógicos. Segundo Tomás de Aquino, a possível eternidade do mundo e da sua criação seria contraditória se uma causa eficiente precedesse o seu efeito na duração ou se a inexistência precedesse a existência na duração. Mas uma causa eficiente, como Deus, que produz instantaneamente o seu efeito, não precederia necessariamente o seu efeito em duração. Deus também pode ser distinguido de uma causa natural que produz o seu efeito pelo movimento, pois uma causa que produz movimento deve preceder o seu efeito. Deus poderia ser um criador instantâneo e imóvel, e poderia ter criado o mundo sem precedê-lo no tempo. Para Tomás de Aquino, o fato de o mundo ter começado era um artigo de fé.
A posição dos Averroístas foi condenada por Étienne Tempier em 1277.
Giordano Bruno, notoriamente, acreditava na eternidade do mundo (e esta foi uma das crenças heréticas pelas quais ele foi queimado na fogueira).

## Modernidade
A questão da eternidade do mundo permanece incerta; Alexander Vilenkin é um famoso defensor da visão de que o mundo teve um começo, embora também se saiba que a sua eternidade é uma possibilidade fisicamente consistente.